# شاه مير
شمس الدين شاه مير هو حاكم منطقة كشمير في الهند في الفترة (1339–1342)؛ ومؤسس سلالة شاه مير التي سميت باسمه وحكمت كشمير. ويعتقد أن شاه مير وصل إلى كشمير أثناء حكم سهاديفا (1301-1320)، حيث تدرج في المناصب حتى وصل للعرش، وأسس شاه مير ملكه الخاص، وأسس أسرة شاه مير في عام 1339، والتي استمرت حتى عام 1561.

## أصوله
هناك نظريتان حول أصل شاه مير، تذكر بعض السجلات الفارسية لكشمير أنه سليل لحكام سوات، بينما يعتقد المؤرخ عبد القادر رفيقي أنه من المرجح أنه كان من نسل المهاجرين الأتراك أو الفرس الذين هاجروا إلى سوات، واقترح أنه ينتمي إلى عائلة صوفية تنتسب للطريقة القادرية.
وقيل أنه ينتمي إلى عائلة بطل تاريخي يدعى بارثا، وقيل أنه حفيد مهابهاراتا بطل أرجونا. وجاء في مخطوطة «آئینِ أکبري» أن شاه مير ينتمي إلى شعب الغوجار.
بينما يقبل معظم المؤرخين الحديثين أن شاه مير أصله من سوات،

## حكمه
خلال عهد سهاديفا، غزا زعيم التتار دولوتشاه كشمير ودمرها، وهرب الملك سهاديفا من البلاد واستطاع رينشان أمير لادهاكي الاستيلاء على العرش. واعتنق الإسلام وغيّر اسمه إلى سلطان صدر الدين، لكنه تعرض للهجوم من قبل المتمردين وأصيب بجروح بالغة وتوفي في عام 1323، فعهد قبل موته إلى وزيره شاه مير أن يدعم زوجته كوتا راني في حكم البلاد.
وحكمت كوتا راني الدولة، وكانت شجاعة وداهية، وتم غزو وادي كشمير مرة أخرى من قبل المغول الأتراك، واستطاعت الانتصار عليهم.
استغل شاه مير الفوضى وقاد انقلابًا ضد الملكة كوتا راني وهزمها في جايابور، وبعد هزيمتها طعنت نفسها وماتت، لأن شاه مير أراد أن يتزوجها. وبذلك بدأ عهد سلالة شاه مير في حكم كشمير منذ عام 1339.
عمل شاه مير على نشر الإسلام في كشمير، وحكم لمدة ثلاث سنوات وخمسة أشهر من 1339–42. وتبعه أولاده وأحفاده الذين أصبح ملوكًا من بعده.